# Geschichte des Staates Israel

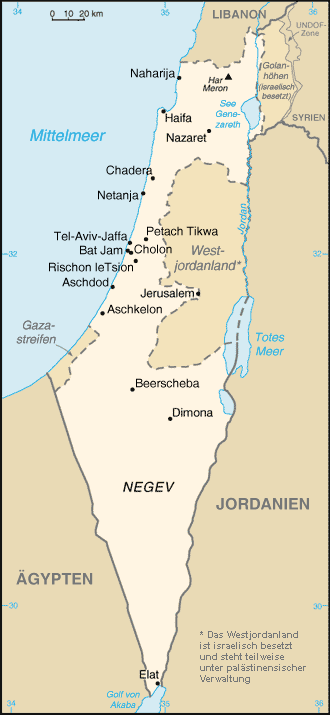
Karte Israels

Die Geschichte des Staates Israel begann nicht erst mit seiner Gründung im Jahr 1948. Ihr gingen Bemühungen von Vordenkern des Zionismus über einen Zeitraum von mehr als 100 Jahren voraus, die eine Rückkehr von Juden in das „gelobte Land“ ermöglichen und später einen souveränen Nationalstaat mit eigenem Staatsgebiet für die Juden Europas schaffen wollten.

## Vorgeschichte

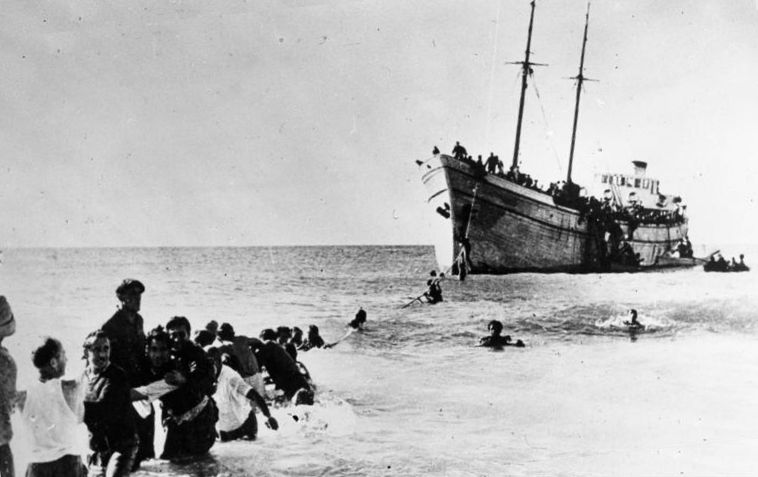
Jüdische Einwanderer gehen 1948 nahe Naharija an Land.

Teilung Palästinas nach Plänen der UN (1947)

Seit der Begründung der zionistischen Bewegung durch Theodor Herzl während des ersten Zionistenkongresses 1897 in Basel wurden praktische Schritte unternommen, internationale Unterstützung für einen jüdischen Nationalstaat in Palästina zu erlangen, das damals ein Teil des Osmanischen Reiches war.
Die jüdische Einwanderung war zu Beginn des 20. Jahrhunderts stark von der Kibbuzbewegung geprägt. Zahlreiche Einwanderer aus Osteuropa wirkten am Aufbau von Kibbuzim mit. Der 11. April 1909 gilt als Gründungsdatum von Tel Aviv, der ersten modernen jüdischen Stadt in Palästina. Mit der Balfour-Deklaration von 1917 sicherte die britische Regierung ihre Unterstützung für die Schaffung einer jüdischen Heimstätte in Palästina zu, die auch von einer Reihe anderer Staaten gestützt wurde. Im Jahre 1922 übertrug der Völkerbund dem Vereinigten Königreich das Mandat über Palästina (und damit auch über das heutige Jordanien).
In den 1920er Jahren, als es zu blutigen Übergriffen auf die jüdische Bevölkerung in Jerusalem 1920 und Jaffa 1921, sowie 1929 zum Massaker von Hebron kam, begann Amin al-Husseini eine führende Rolle unter der palästinensischen arabischen Bevölkerung zu übernehmen. Al-Husseini, der 1921 vom britischen Hochkommissar Herbert Samuel zum Großmufti von Jerusalem ernannt wurde, war von 1936 bis 1939 Anführer des Arabischen Aufstandes.
Die Geschichte des Frauenwahlrechts ist Teil der politischen Geschichte des Staates. 1920 schuf der Jischuw eine Repräsentantenversammlung. Diese verfügte zwar über keine juristische Legitimation, da die Macht bei der britischen Mandatsmacht lag; doch diese war zur Zusammenarbeit mit jüdischen Vertretungen angehalten. Ultraorthodoxe Männer blockierten das Frauenwahlrecht im Jischuw in den Anfängen erfolgreich. Als Kompromisslösung erhielten Frauen im April 1920 für eine beschränkte Zeit das Wahlrecht. Die ultraorthodoxen Männer wurden dadurch entschädigt, dass sie zwei Stimmen erhielten: eine für sich und eine für ihre Frau. Ein dauerhaftes Frauenwahlrecht gab es ab 1925 bei den Wahlen zur zweiten Gesetzgebenden Versammlung. Das Prinzip Eine Stimme pro Person wurde jedoch erst bei der Wahl der vierten Gesetzgebenden Versammlung im August 1944 angewendet. Die für diese Wahl geltenden Regeln bildeten die Grundlage für die Verfassung des Staats Israel. Nach der Unabhängigkeitserklärung sollte innerhalb von fünf Monaten eine Konstituierende Versammlung eine Verfassung aufstellen, was jedoch wegen des Kriegs nicht möglich war. Im Januar 1949 fanden Knessetwahlen nach dem System statt, das für die Repräsentantenversammlung (siehe oben) gegolten hatte. Am 16. Februar 1949 wurden dann zunächst einige Basisgesetze von der Konstituierenden Versammlung beschlossen. Die Vorschrift, dass das Geschlecht keine Rolle spielen darf, war Teil dieser Basisgesetze.
Im Jahre 1937 wurde im Peel-Report erstmals die Teilung Palästinas in einen jüdischen und einen arabischen Staat vorgeschlagen.
Nach der „Machtübernahme“ der Nationalsozialisten in Deutschland und der einsetzenden Judenverfolgung ab 1933 stieg die jüdische Einwanderung beträchtlich an, wurde jedoch 1939 durch die britische Mandatsverwaltung teils gewaltsam zurückgedrängt. Das Weißbuch sah einen fünfjährigen Zeitraum vor, in dem die Einwanderung von 75.000 Juden (10.000 pro Jahr und 25.000 Flüchtlinge zusätzlich) gestattet sein sollte. Es bestimmte die britische Politik in Palästina bis 1947 und führte von jüdischer Seite zu Reaktionen wie der Alija Bet und der Fluchthilfe aus dem kriegszerstörten Europa.
Zu Beginn des britischen Mandats war die Hagana als jüdische paramilitärische Organisation gegründet worden, die insgesamt eine eher moderate Haltung einnahm. Der Arabische Aufstand und die Behinderung der Flucht vor dem Nationalsozialismus gemäß dem Weißbuch führten seit den 1930er Jahren zur Abspaltung von Untergrundorganisationen wie Irgun und Lechi, die zu terroristischen Maßnahmen wie etwa dem Anschlag auf das King David Hotel griffen.
Nach dem Ende des Zweiten Weltkrieges und der Shoa, die in Europa sechs Millionen jüdische Opfer forderte, wuchs die internationale Unterstützung für die zionistische Bewegung. Großbritannien kündigte an, sich aus dem britischen Mandatsgebiet zurückziehen zu wollen. Die UN-Generalversammlung beschloss am 29. November 1947 die Teilung Palästinas in einen arabischen und einen jüdischen Staat, wobei Jerusalem als „Corpus separatum“ unter UN-Verwaltung stehen sollte. Der Beschluss wurde von den meisten Juden in Palästina akzeptiert, von den meisten Arabern jedoch abgelehnt.

## Staatsgründung

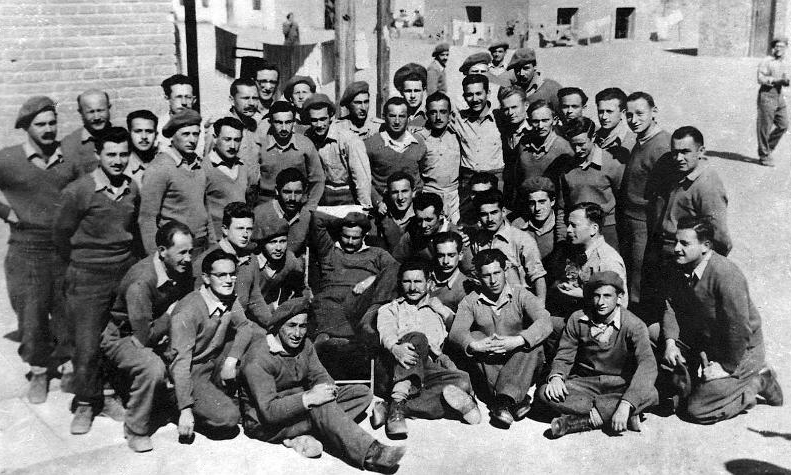
Israelische Kriegsgefangene, wahrscheinlich in Ägypten, 1948–49

Am 14. Mai 1948 zogen sich die letzten britischen Streitkräfte aus Palästina zurück und David Ben-Gurion verlas die israelische Unabhängigkeitserklärung. Noch in der Gründungsnacht erklärten Ägypten, Saudi-Arabien, Jordanien, Libanon, Irak und Syrien dem jungen Staat den Krieg.
Israel trieb im Israelischen Unabhängigkeitskrieg die Armeen erfolgreich zurück. Die israelische Armee konnte einige der Gebiete erobern, die laut Teilungsplan den Arabern oder Jerusalem zugefallen wären. Der Krieg dauerte 15 Monate und brachte eine 50-prozentige Erweiterung des israelischen Gebiets (einschließlich Westjerusalems). Im Juni 1948 führten Auseinandersetzungen um die Entwaffnung des Schiffs Altalena zu schweren Kämpfen zwischen der israelischen Regierung unter Ben Gurion und Vertretern der Irgun, darunter Menachem Begin.
Im Laufe des Krieges begann die Flucht bzw. Vertreibung vieler palästinensischer Araber. Die Geburtsstunde Israels (siehe Jom Haazmaut) gilt für die Palästinenser als Katastrophe (Nakba). Umgekehrt kam es zur massenhaften Vertreibung von Juden aus arabischen und islamischen Ländern. Die jüdischen Flüchtlinge siedelten zu großen Teilen in den Staat Israel über; viele der arabischen Flüchtlinge und ihre Nachkommen leben bis heute in Flüchtlingslagern, die von der UNRWA betrieben werden (siehe Palästinensisches Flüchtlingsproblem).
Unter der Federführung der Vereinten Nationen wurden im Jahre 1949 auf Rhodos vier Waffenstillstandserklärungen zwischen Israel und auf der anderen Seite Ägypten, Jordanien, dem Libanon und Syrien unterzeichnet, mit der Grünen Linie als Grenze zwischen den Staaten. Das Westjordanland einschließlich des Ostteils von Jerusalem mit der Altstadt wurde von Transjordanien annektiert (Juden hatten, obwohl dies laut Waffenstillstandsabkommen mit Jordanien ihr Recht war, keinen Zugang zur Klagemauer und zum Tempelberg) und der Gazastreifen kam unter ägyptische Herrschaft. Friedensabkommen konnten bisher nur mit Ägypten (1979) und mit Jordanien (1994) abgeschlossen werden.
Am 23. Januar 1950 erklärte die israelische Regierung Westjerusalem zur Hauptstadt.

## Geschichte bis 1967
Am 25. Januar 1949 fanden die ersten Wahlen zur Knesset statt. David Ben Gurion wurde nach den Wahlen der erste Premierminister, Chaim Weizmann der erste Präsident. Am 11. Mai 1949 wurde Israel das 59. Mitglied der UN.
Die umliegenden arabischen Staaten standen Israel trotz des geschlossenen Waffenstillstands weiterhin feindselig gegenüber. Direkt nach der Staatsgründung wurde der Wirtschaftsboykott des Jischuw auf den Staat Israel übertragen. Es folgte ein bis in die 1990er Jahre andauernder Boykott Israels durch die Arabische Liga, in den auch Drittstaaten miteinbezogen wurden. Dies sorgte für eine andauernde wirtschaftlich prekäre Position Israels, welches sich darum unter der Führung von Ben Gurion und seinen Nachfolgern Mosche Scharet, Levi Eschkol, Golda Meir und Jitzchak Rabin politisch und wirtschaftlich stark an Westeuropa und die USA band und im Übrigen eine sehr interventionistische und zu Beginn staatssozialistisch geprägte Wirtschaftspolitik verfolgte. Weitere politische Festlegungen der Anfangszeit waren unter anderem: zwei Landessprachen (Hebräisch und Arabisch); staatlich garantierte, säkulare Schulbildung (anstelle Lagerschulen politischer oder religiöser Gruppen); (zunächst) keine feste Bindung an eine der zwei Supermächte USA und UdSSR im Kalten Krieg.
Die Mapai erhielt bei mehreren Parlamentswahlen mit Abstand die meisten Stimmen: 1949, 1951, 1955, 1959 und 1961. 1968 wurde die Nachfolgepartei Awoda gegründet. Bei der Parlamentswahl 1977 wurde erstmals der Likud stärkste Partei. 
Am 5. Juli 1950 verabschiedete die Knesset das Rückkehrgesetz, das allen Juden in der Welt das Recht gibt, nach Israel einzuwandern. Schon vor der Verabschiedung dieses Gesetzes kamen Einwanderer in Scharen nach Israel, was große finanzielle und logistische Probleme verursachte. Einige von ihnen wurden dabei vom israelischen Staat unterstützt, so kamen von 1947 bis 1950 etwa 250.000 Holocaust-Überlebende ins Land. Die „Operation fliegender Teppich“ brachte zwischen 1949 und 1950 etwa 49.000 jemenitische Juden nach Israel. Die Operation war nach dem Einverständnis der britischen Regierung möglich geworden, ihr waren Pogrome in Aden vorausgegangen. Viele dieser Einwanderer waren orthodoxe Juden in großen Familien, oft waren es Bewohner vom Lande, die erst von der Möglichkeit der Auswanderung informiert werden mussten. Gegen diese Aktion gab es auch Widerstände aus den Reihen der Mapam, wegen der befürchteten Kosten der Integration. Die Neueinwanderer wurden in den im Unabhängigkeitskrieg verlassenen arabischen Dörfern, in britischen Kasernen oder Zeltlagern untergebracht.
Bis 1958 stieg die Bevölkerung Israels insbesondere durch die Einwanderung von 800.000 auf 2 Millionen Einwohner. Dieser Zustrom war eine wirtschaftliche Belastung des jungen Staats, was Rationierungen der meisten Konsumgüter (Lebensmittel, Treibstoffe, Möbel, Bekleidung) noch bis 1959 notwendig machte. Israel finanzierte sich vor allem durch Wirtschaftshilfe und Spenden, etwa aus den USA. Gegen innenpolitischen Widerstand wurde 1952 das Luxemburger Abkommen mit Westdeutschland geschlossen, welches Israel eine beträchtliche wirtschaftliche Unterstützung durch die Bundesrepublik Deutschland als eine Wiedergutmachung von Verbrechen des Nationalsozialismus zusagte. Diese Unterstützung lief über mehrere Jahre und beinhaltete Geldtransfers, Dienstleistungen, große Mengen an Rüstungsgütern und andere deutsche Exportwaren.
Die Lawon-Affäre, benannt nach dem damaligen israelischen Verteidigungsminister Pinchas Lawon, war eine politische Affäre infolge einer misslungenen verdeckten Operation, die im Jahre 1954 in Ägypten unter dem Kodenamen Operation Susannah durchgeführt wurde. Die Affäre sorgte für jahrelange Auseinandersetzungen in der israelischen Öffentlichkeit und führte schließlich im Jahre 1963 zum endgültigen Rücktritt von David Ben Gurion, dessen Amt als Premierminister von Levi Eschkol übernommen wurde.
Die Sueskrise (auch Sinai-Krieg bzw. Sinai-Feldzug) im Jahr 1956 war eine in einen bewaffneten Konflikt mündende Krise zwischen Ägypten auf der einen und einer Allianz aus Großbritannien, Frankreich und Israel auf der anderen Seite. Hauptstreitpunkt war die Kontrolle über den strategisch bedeutsamen Sueskanal. Das Resultat war trotz militärischer Erfolge eine Blamage und Schwächung der europäischen Mächte und eine Stärkung der ägyptischen Position im Nahen Osten. Da Gamal Abdel Nasser und auch andere arabische Staaten sich politisch enger an die Sowjetunion banden, distanzierte sich diese gegen Ende der 1950er Jahre von Israel, sodass die Neutralitätspolitik Israels im Kalten Krieg letztlich aufgegeben werden musste; Israel arbeitete ab der Sueskrise hauptsächlich mit den USA, Frankreich (bis 1966 der wichtigste Waffenlieferant) und Großbritannien zusammen.

## Sechstagekrieg 1967 und Folgen
Der Sechstagekrieg folgte unmittelbar auf die Sperrung der Straße von Tiran für die israelische Schifffahrt, den von Nasser erzwungenen Abzug der UNEF-Truppen vom Sinai und einen ägyptischen Aufmarsch von 1000 Panzern und fast 100.000 Soldaten an den Grenzen Israels. Der Krieg begann am 5. Juni 1967 mit einem Präventivschlag der israelischen Luftwaffe gegen ägyptische Luftwaffenbasen, der einem befürchteten Angriff der arabischen Staaten zuvorkommen sollte. Jordanien, das am 30. Mai 1967 einen Verteidigungsvertrag mit Ägypten geschlossen hatte, griff daraufhin Westjerusalem und Netanja an. Am Ende des Krieges kontrollierte Israel den Gazastreifen, die Sinai-Halbinsel, die Golanhöhen, das Westjordanland und Ostjerusalem.

## Israel bis 1990
Siehe dazu:
- Jom-Kippur-Krieg (1973)
- Israelisch-ägyptischer Friedensvertrag (1979)
- Libanonkrieg 1982
- Erste Intifada (1987–1993)

## Israel in den 1990er Jahren
Siehe dazu:
- Zweiter Golfkrieg (1990–1991)
- Oslo-Friedensprozess

## Ab 2000
Siehe dazu:
- Zweite Intifada (2000–2005)

Am 4. Oktober 2001 wurde der Charterflug der russischen Fluggesellschaft Siberia Airlines von Tel Aviv nach Nowosibirsk über dem Schwarzen Meer von einer Boden-Luft-Rakete der ukrainischen Marine abgeschossen. Alle 78 Menschen an Bord, darunter 40 Israeli, kamen dabei ums Leben.
- Israels einseitiger Abkoppelungsplan (2004)
- Libanonkrieg 2006
- Olmerts Friedensangebot an die Palästinenser (2008)
- Operation Gegossenes Blei (2008/2009)

Am 2. Dezember 2010 brachen die größten Waldbrände in der Geschichte des Staates aus. Bei den Bränden im Karmel-Gebirge starben 44 Menschen und zahlreiche wurden verletzt. Dies war bis dahin die tödlichste zivile Katastrophen in der Geschichte des Staates Israel.
Bei einem Lag-baOmer-Fest auf dem Har Meron ereignete sich am Abend des 29. April 2021 bis zum frühen Morgen des Folgetags eine Massenpanik mit 45 Toten und 150 Verletzten, die meisten davon schwer. Es war die tödlichste zivile Katastrophe in der Geschichte des Staates Israel.
Zwischen dem 10. Mai 2021 und dem 21. Mai 2021 ereigneten sich die schwersten Auseinandersetzungen zwischen Israelis und den Palästinensern seit Jahren. Im Jahr 2023 flammte der Konflikt erneut auf mit dem Terrorangriff der Hamas auf Israel 2023.
Am frühen Morgen des 13. Juni 2025 griff Israel den Iran an. Mehrere Bomben gingen im entfernten Iran nieder. Anschließend rief Israel den Ausnahmezustand im eigenen Land aus, da von Gegenangriffen ausgegangen wurde, welche eintraten.
Um einem Bevölkerungsschwund entgegenzuwirken, wurde nach Beginn des Krieges ein Gesetz erlassen, das es erlaubt, getöteten männlichen IDF-Soldaten auch dann Sperma zu entnehmen (um es anschließend zur künstlichen Befruchtung bzw. Reproduktion einzusetzen), wenn der Soldat vor seinem Tod nicht ausdrücklich einer posthumen Samenspende zustimmte und auch noch keine Empfängerin gefunden ist.

## Wirtschaftliche Entwicklung

### Kooperation mit asiatischen und afrikanischen Staaten
Weil zwischen Israel und seinen Nachbarn kein Friede zustande kam, versuchte die israelische Regierung die Beziehungen mit Ländern in Fernost zu verbessern. So wurden etwa am 15. Mai 1952 diplomatische Beziehungen mit der japanischen Regierung aufgenommen. Ähnliches versuchte man mit den Regierungen Indiens und der Volksrepublik China zustande zu bekommen, scheiterte in den 1950er Jahren jedoch damit.
In den 1960er Jahren erhielt Israel von einer Gruppe gerade in die Unabhängigkeit entlassener afrikanischer und asiatischer Staaten – darunter Burma, Nigeria, Kenia, Kamerun, die Elfenbeinküste und die Republik Liberia – Bitten um wirtschaftliche und technische Zusammenarbeit beim Aufbau der Infrastruktur, der Armee und Verwaltung. Israels Regierung konnte daraufhin mit diesen Ländern Verträge zum gegenseitigen Vorteil abschließen. Die ehemaligen Kolonialmächte Frankreich und Großbritannien und selbst die USA nahmen diese Entwicklung mit Erschrecken zur Kenntnis. Gegen die sich abzeichnende wirtschaftliche Aufwertung und außenpolitische Stärkung Israels trat bereits bei der Bandung-Konferenz eine Gruppe arabischer und nordafrikanischer Staaten, mit Ägypten an der Spitze, diplomatisch zu Felde.

### Wirtschaftliche Beziehungen zur EU
Erste Beziehungen zur Europäischen Gemeinschaft bestanden seit 1964 in Form eines Handelsabkommens. In den 1970er Jahren begann Israel mit von der EG und den USA empfohlenen Reformen im Geld- und Finanzwesen sowie Handelsliberalisierungsmaßnahmen. Infolgedessen wurde im Jahre 1975 ein Handels- und Kooperationsabkommen mit der EG geschlossen. Innerhalb dessen kam es 1989 zu einer Freihandelszone im gewerblichen Bereich, außerdem wurden Israel damit Zollpräferenzen im Agrarbereich eingeräumt. Hier kam es infolge allerdings zu Konflikten in Bezug auf Waren, die nicht ausschließlich aus den israelischen Kernlanden stammten. Am 20. November 1995 wurde schließlich ein Assoziationsabkommen abgeschlossen, das das Abkommen von 1975 ersetzte. Neben der wirtschaftlichen Zusammenarbeit gibt es auch Formen des wissenschaftlichen und kulturellen Austausches. Eine besondere Rolle spielt der 1995 eingeleitete Barcelona-Prozess, der 2008 zur Gründung der Union für das Mittelmeer führte. Außer den EU-Mitgliedstaaten und Israel sind mit Ausnahme Libyens alle arabischen Mittelmeeranrainerstaaten Mitglied dieser Union. Die Union nahm im März 2010 ihre Tätigkeit auf.

## Gesellschaft

### Einwanderung russischer Juden
Die organisierte Einwanderung von russischen Juden begann um das Jahr 1880 mit der Chibbat-Zion-Bewegung, einer Vorläuferorganisation des Zionismus. In den nächsten Jahrzehnten, bis um das Jahr 1930, wanderten in den vier ersten Alijot Hunderttausende von Juden aus dem Zarenreich bzw. der Sowjetunion nach Palästina aus.
Von 1948 bis zur Auflösung der Sowjetunion waren die sowjetisch-israelischen Beziehungen von mannigfachen Änderungen gekennzeichnet, obwohl die eigentlichen Ziele stets dieselben blieben. Diese Ziele beruhten auf einer Kombination von drei Faktoren. Schon in der Zarenzeit hatte der Wunsch bestanden, dass Russland im Nahen Osten durch Ausspielen der gegnerischen Großmächte einen womöglich exklusiven Einfluss gewinnen sollte. Der zweite, ideologische Faktor war die führende Rolle der UdSSR in der kommunistischen Welt sowie im „anti-imperialistischen“ Kampf gegen den Westen. Drittens versuchte die sowjetische Regierung unter Stalin die „Judenfrage“ mit der Umsiedlung der Juden nach Israel zu klären. Antisemitismus war in der UdSSR offiziell unter Strafe gestellt, aber gängige Praxis.
Am letzten Tag des Sechstagekriegs, dem 10. Juni 1967, brach die Sowjetunion die diplomatischen Beziehungen mit Israel ab und verweigerte in den folgenden Jahren bis zu ihrer Auflösung ca. 3 Millionen ausreisewilligen jüdischen Bürgern die Emigration bzw. verband die Ausstellung von Reisepässen mit hohen finanziellen und bürokratischen Hürden. Der unerwartet schnelle Sieg Israels im Sechstagekrieg war auch für die Sowjetunion eine enttäuschende Niederlage, auf die sie mit der Wiederbewaffnung Ägyptens und Syriens und der Unterstützung Ägyptens im Abnutzungskrieg gegen Israel reagierte, in der Hoffnung, damit die arabische Abhängigkeit von der Sowjetunion zu verstärken. Die Schlagworte „Sowjetisch-Arabisches Bündnis“ und „Israel, die Nazis der Gegenwart“ prägten in den letzten Jahrzehnten der Sowjetunion deren Beziehungen zu Israel.
Nach dem Amtsantritt von Michail Gorbatschow und der von ihm ins Leben gerufenen Perestroika wurden die Ausreisebestimmungen gelockert. 1989 begann die Masseneinwanderung von jüdischen Menschen aus der Sowjetunion. Insgesamt wanderten bis zum Jahr 2003 über eine Million Menschen aus Nachfolgestaaten der Sowjetunion nach Israel ein. Es gibt zahlreiche Zeitungen, Radio- und TV-Sender in russischer Sprache. Von russischen Einwanderern wurde die nationalistische Partei Jisrael Beitenu gegründet. Von religiöser Seite wird gelegentlich die jüdische Identität einiger Emigranten aus der Sowjetunion angezweifelt. Dies beruht auf Widersprüchen zwischen der Halacha, in der die jüdische Religionszugehörigkeit matrilinear übertragen wird, und dem Begriff der (jüdischen) Nationalität in der Sowjetunion und ihren Nachfolgestaaten, die patrilinear bestimmt wird.

### Sozialproteste 2011
Im Sommer 2011 kam es landesweit zu den größten Sozialprotesten seit Gründung des Staates. Entzündet hatten sich die Proteste Mitte Juli 2011 mit einem spontanen Zeltlager aus Ärger über die hohen Mieten in Tel Aviv. Die Bewegung organisierte Großdemonstrationen an den Wochenenden und schwoll rasch an. Neben dem Wohnungsproblem wurden die Lebensmittelpreise, die Gesundheitsversorgung, das Bildungssystem und die zu hohe Steuerlast thematisiert. Nach einem ersten Höhepunkt der Protestwelle Anfang August, als 300.000 Israelis auf die Straße gingen, setzte Ministerpräsident Netanjahu ein Expertenteam unter Leitung des ehemaligen Vorsitzenden des Nationalen Wirtschaftsrats, Manuel Trajtenberg, ein, das im Laufe von etwa acht Wochen Lösungsvorschläge ausarbeiten sollte. Allgemein wurde erwartet, dass in dieser Zeit keine weiteren Massenaktionen stattfinden würden. Am Samstagabend des 3. September 2011 kam es jedoch zu den größten Demonstrationen in der Geschichte Israels, an denen sich nach Medienberichten über 450.000 Menschen beteiligten. Allein in Tel Aviv forderten 300.000 Demonstranten eine gerechtere Gesellschaftsordnung. In Jerusalem versammelten sich 30.000 Menschen vor der Residenz des Ministerpräsidenten; weitere Demonstrationen fanden unter anderem in Haifa und Afula statt.